# Roger Brunet
Roger Brunet (Toulouse, 30 de março de 1931) é um geógrafo francês .

## Vida
Nascido em Toulouse, Brunet frequentou a Universidade de Toulouse, onde obteve o seu doutorado em 1965. Posteriormente, foi professor na Universidade de Reims de 1966 a 1976, onde fundou a IATEUR . Ele foi diretor de pesquisa do CNRS entre 1976 e 1981 e entre 1981 e 1984 atuou em funções de consultoria e pesquisa para vários ministérios do governo francês. Em 1984, ele fundou o grupo de interesse público RECLUS, o qual ele dirigiu até 1991. 

## Trabalhos
No início dos anos 1970, Brunet emergiu como líder em um movimento que tinha como objetivo dar à geografia acadêmica um papel maior em questões práticas, como políticas de planejamento urbano e na participação curricular no ensino médio francês. Ele também fundou o jornal L'Espace géographique em 1972. 
Ele foi particularmente associado ao desenvolvimento do corema, uma abordagem cartográfica para representar informações geográficas complexas (incluindo geografia humana ) usando um conjunto simplificado de primitivos espaciais.  Os coremas ganharam uma adoção significativa no ensino de geografia, mas também atrairam críticas por supostamente simplificar demais e focar fortemente na representação espacial.   Esta abordagem cartográfica da geografia foi, desde o início dos anos 1980, uma rival da abordagem geopolítica de Yves Lacoste . Brunet fundou o jornal de geografia cartográfica Mappemonde em 1986, que por sua vez era rival do Hérodote de Lacoste. 
Na imprensa popular, a " banana azul " é uma de suas produções mais conhecidas. Desenvolvido em 1989 como parte de um estudo supervisionado por Brunet que visava estudar o território francês em seu contexto europeu contemporâneo, o conceito propunha que a espinha dorsal da Europa era formada por um eixo curvo de regiões altamente urbanizadas que contornavam a França. 